# Escoutoux
Escoutoux est une commune française, située dans le département du Puy-de-Dôme en région Auvergne-Rhône-Alpes près de Thiers.
Ses habitants sont appelés les Escoutois et les Escoutoises.

## Géographie

### Localisation
Le village est assez dispersé dans les montagnes environnant le bourg. Le bourg en lui-même est situé au fond d'une vallée.
Très proche de Thiers, Escoutoux dispose de nombreux services offerts par la ville voisine comme l'offre commerciale.

#### Lieux-dits et écarts
Villages existants : Le Bourg - Beraud - Bost - Mary - Giroux - Gourlier - Vorreton - la Verchère - Mayoux - Sainte Marguerite - Crohat - Lamouroux - le Coutural -Souie - les Giliberts - les Terrasses - Pauzat - Sardier - le Fouilloux -Busset - Maubec - Boërias - Farradias - Villesein - l'Olme - Pomparias - la Valérie - les Planchettes - Gouzon - Chosson - le Rognet - Lestrade - le Grand Cognet - le Petit Cognet - les Bonnets - Lamalie - Truchevent - la Bénétie - la Baconnie - Ferrier - Carton - Champaumont - Lévigne - Rabissay - Chapet - la Grimardie - Bouterige - Effragne - Montonnier - les Marteaux - Fauvet - Sapt - Laire - les Serves - la Croix de Pierre - Turgon - la Plaine - Louhans - Lamiraud - Vorton - le Charlet - la Roche Blanche - les Chambounes - lotissement les Champs -le Pont du Cognet - lotissement des Pins - lotissement les Coteaux - la Fontaine - les Prades -la Caille - les Garennes - la Matiasse - la Rocheras - les Quartiers - le Champ du Bois - Fromentière.
Villages disparus : Montguerlhe - Fermouly - Jarufé - le Cheix - le Pau ou Pou - Bondy - la Chabanne - Varenat - la Bergère - la grange du Bourg.

#### Communes limitrophes
| Peschadoires     | Thiers    | Celles-sur-Durolle |
| Néronde-sur-Dore | Escoutoux | Sainte-Agathe      |
| Néronde-sur-Dore | Courpière | Vollore-Ville      |

### Climat
Pour des articles plus généraux, voir Climat d'Auvergne-Rhône-Alpes et Climat du Puy-de-Dôme.
En 2010, le climat de la commune est de type climat des marges montargnardes, selon une étude du Centre national de la recherche scientifique s'appuyant sur une série de données couvrant la période 1971-2000. En 2020, Météo-France publie une typologie des climats de la France métropolitaine dans laquelle la commune est exposée à un climat de montagne ou de marges de montagne et est dans la région climatique  Nord-est du Massif Central, caractérisée par une pluviométrie annuelle de 800 à 1 200 mm, bien répartie dans l’année. 
Pour la période 1971-2000, la température annuelle moyenne est de 11 °C, avec une amplitude thermique annuelle de 16,6 °C. Le cumul annuel moyen de précipitations est de 1 025 mm, avec 11,8 jours de précipitations en janvier et 8,6 jours en juillet. Pour la période 1991-2020, la température moyenne annuelle observée sur la station météorologique de Météo-France la plus proche, « Courpière », sur la commune de Courpière à 7 km à vol d'oiseau, est de 11,8 °C et le cumul annuel moyen de précipitations est de 876,9 mm,. Pour l'avenir, les paramètres climatiques de la commune estimés pour 2050 selon différents scénarios d'émission de gaz à effet de serre sont consultables sur un site dédié publié par Météo-France en novembre 2022.

## Urbanisme

### Typologie
Au 1er janvier 2024, Escoutoux est catégorisée commune rurale à habitat dispersé, selon la nouvelle grille communale de densité à sept niveaux définie par l'Insee en 2022.
Elle est située hors unité urbaine. Par ailleurs la commune fait partie de l'aire d'attraction de Thiers, dont elle est une commune de la couronne,. Cette aire, qui regroupe 19 communes, est catégorisée dans les aires de moins de 50 000 habitants,.

### Occupation des sols
L'occupation des sols de la commune, telle qu'elle ressort de la base de données européenne d’occupation biophysique des sols Corine Land Cover (CLC), est marquée par l'importance des territoires agricoles (54,7 % en 2018), en diminution par rapport à 1990 (55,9 %). La répartition détaillée en 2018 est la suivante : forêts (44 %), zones agricoles hétérogènes (28,5 %), prairies (20,4 %), terres arables (5,9 %), zones urbanisées (1,3 %). L'évolution de l’occupation des sols de la commune et de ses infrastructures peut être observée sur les différentes représentations cartographiques du territoire : la carte de Cassini (XVIIIe siècle), la carte d'état-major (1820-1866) et les cartes ou photos aériennes de l'IGN pour la période actuelle (1950 à aujourd'hui).

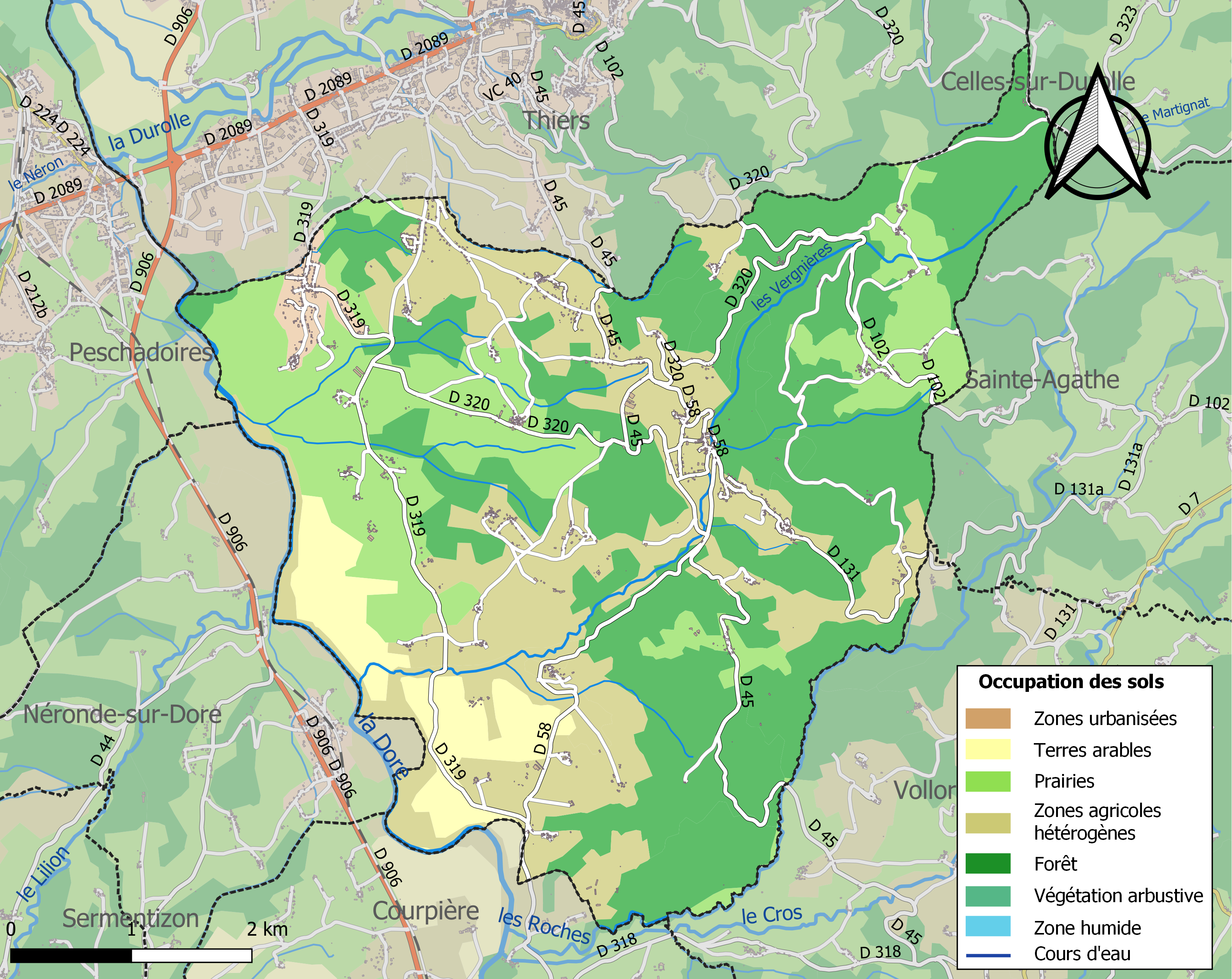
Carte des infrastructures et de l'occupation des sols de la commune en 2018 (CLC).

## Histoire
Issu de l'auvergnat Escoutou (écriture auvergnate unifiée / phonétique) / Escoton(s) (graphie classique), venu du latin auscultatione « action d’écouter, d’espionner ».

## Politique et administration
| Période                                  | Période                       | Identité          | Étiquette | Qualité  |
| ---------------------------------------- | ----------------------------- | ----------------- | --------- | -------- |
| Les données manquantes sont à compléter. |                               |                   |           |          |
| mars 1977                                | mars 1984                     | Raymond Four      |           |          |
| 1984                                     | En cours (au 20 juillet 2022) | Daniel Berthucat, | DVG       | Retraité |

## Population et société

### Démographie
L'évolution du nombre d'habitants est connue à travers les recensements de la population effectués dans la commune depuis 1793. Pour les communes de moins de 10 000 habitants, une enquête de recensement portant sur toute la population est réalisée tous les cinq ans, les populations de référence des années intermédiaires étant quant à elles estimées par interpolation ou extrapolation. Pour la commune, le premier recensement exhaustif entrant dans le cadre du nouveau dispositif a été réalisé en 2008.

En 2022, la commune comptait 1 355 habitants, en évolution de −0,29 % par rapport à 2016 (Puy-de-Dôme : +2,1 %, France hors Mayotte : +2,11 %).
| 1793  | 1800  | 1806  | 1821  | 1831  | 1836  | 1841  | 1846  | 1851  |
| ----- | ----- | ----- | ----- | ----- | ----- | ----- | ----- | ----- |
| 2 003 | 1 971 | 1 800 | 1 997 | 2 121 | 1 123 | 2 209 | 2 248 | 2 195 |

| 1856  | 1861  | 1866  | 1872  | 1876  | 1881  | 1886  | 1891  | 1896  |
| ----- | ----- | ----- | ----- | ----- | ----- | ----- | ----- | ----- |
| 2 090 | 2 099 | 2 086 | 2 028 | 1 982 | 1 930 | 1 953 | 1 915 | 1 884 |

| 1901  | 1906  | 1911  | 1921  | 1926  | 1931  | 1936  | 1946  | 1954 |
| ----- | ----- | ----- | ----- | ----- | ----- | ----- | ----- | ---- |
| 1 770 | 1 666 | 1 626 | 1 356 | 1 304 | 1 203 | 1 084 | 1 013 | 888  |

| 1962 | 1968 | 1975 | 1982 | 1990  | 1999  | 2006  | 2008  | 2013  |
| ---- | ---- | ---- | ---- | ----- | ----- | ----- | ----- | ----- |
| 777  | 681  | 680  | 798  | 1 034 | 1 131 | 1 243 | 1 274 | 1 345 |

| 2018  | 2022  | - | - | - | - | - | - | - |
| ----- | ----- | - | - | - | - | - | - | - |
| 1 338 | 1 355 | - | - | - | - | - | - | - |

Escoutoux connait depuis 1850 une baisse incessante de la population municipale, jusqu'en 1982 où le solde de la population est positif, certainement dû à l'attractivité de la ville proche, Thiers.

## Culture locale et patrimoine

### Lieux et monuments

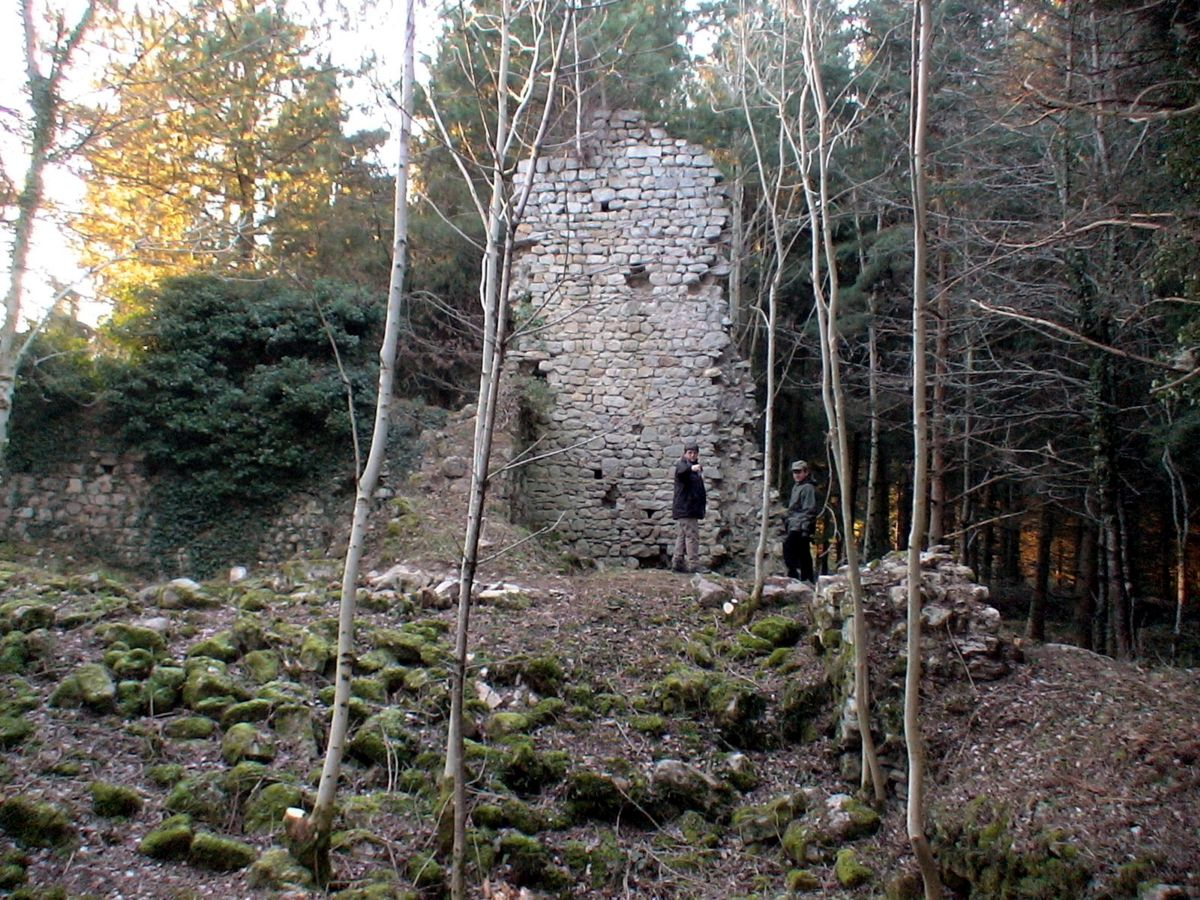
Les ruines du château de Montguerlhe en 2008.

- Les ruines du château de Montguerlhe, plus au nord dans la commune, ancien château-fort du seigneur de Thiers.
- L'église Saint-Sulpice-le-Pieux ou église Saint-Georges, dans le centre-bourg de la commune[19].
- La Chapelle de la Vallerie au lieu-dit La Vallerie[19].

### Personnalités liées à la commune
- Jean Anglade, écrivain.
- Montdory, acteur, dont le véritable nom, Guillaume Desgilberts, tient de l'origine familiale au lieu-dit les Gilberts actuellement les Giliberts.